# ORF 2
«ОРФ 2» («ОРФ 1») - 2-я телепрограмма Австрийского радио.

## История
В 1961 году на дециметровых волнах телеканал — 2. Programm, вещавшая первое время 2 часа в день с 18.30 до 20.30, в 1963 году часы вещания были перенесены 19.00-22.00. 15 января 1975 года телеканал стали вещать в стандарте PAL. В 1982 году были введены последние известия перед окончанием эфира (Schlussnachrichten). В 1991 году последние известия на FS 2 были заменены телелекстом. С 1995 года телеканал вещает с 09.00, примерно в этот же период были отменены межпрограммные дикторы. Во второй половине 1990-х гг.  на «ОРФ 2» стали выходить все выпуски новостей. С 26 октября 2006 года вещает в стандарте DVB-T. В 2007 году ZIB 3 была заменена ZIB 24, ZIB 1 перестала транслироваться на ORF 1 вместо неё стала выходить в эфир программа ZIB 20. 7 июня 2011 года прекратили вещание дублей всех телеканалов ORF в стандарте PAL. В 2019 года ZIB 24 была переименована в ZIB Nacht.

## Передачи
Информационные программы
- ZIB 9:00, ZIB 13:00 и ZIB 17:00 (до 1988 года — Nachrichten) — короткие новости ORF 2 ежедневно, ведётся журналистами
- с 1955 года - ZIB 1 (до 1979 года ZIB) — информационная программа (20-минутный выпуск в 19.30 ежедневно), ведётся дикторами, состоит из репортажей и видеохроник
- ZIB 2 (до 1979 года повтор ZIB поздно вечером) — информационная программа ORF 2 (30-минутный выпуск в 22.00 по будням), ведётся журналистами, состоит из репортажей, прямых включений и интервью в телестудии
- Wochenschau — 30-минутная аналитическая программа по воскресеньям в районе полудня (закрыта), велась журналистами

Видеоканалы
- Guten Morgen Österreich — утренний видеоканал ORF 2 по будням с 06.30 до 09.30
  - ZIB — короткие новости в рамках Guten Morgen Österreich по будням с 06.00 до 09.30, ведётся дикторами
- Mittag in Österreich — дневной видеоканал ORF 2

Международные программы
- Weltjournal — получасовая еженедельная аналитическая программа по средам в 22.30, ведётся политическими обозревателями

Общественно-политические программы
- Report — 45-минутный политический журнал по вторникам в 21.05, ведётся политическими обозревателями

Программы областных студий телевидения
- Wien heute — информационная программа Вены, ведётся дикторами и журналистами
- Niederösterreich heute — информационная программа Нижней Австрии, ведётся дикторами и журналистами
- Oberösterreich heute — информационная программа Верхней Австрии, ведётся дикторами и журналистами
- Kärnten heute — информационная программа Каринтии, ведётся дикторами и журналистами
- Burgenland heute — информационная программа Бургенланда, ведётся дикторами и журналистами
- Salzburg heute — информационная программа Зальцбурга, ведётся дикторами и журналистами
- Steiermark heute — информационная программа Штирии, ведётся дикторами и журналистами
- Tirol heute — информационная программа Тироля, ведётся дикторами и журналистами
- Vorarlberg heute — информационная программа Форарльберга, ведётся дикторами и журналистами
- Dober dan, Koroška — еженедельный земельный тележурнал для Каринтии на словенском языке по воскресеньям в 13.30
- Dober dan, Štajerska — еженедельный земельный тележурнал для Штирии на словенском языке по воскресеньям в 13.30

Прочие программы собственного производства
- Hohes Haus — еженедельный тележурнал о работе Федерального собрания
- Im Zentrum — ток-шоу
- Seitenblicke — ежедневная программа о культуре
- Menschen & Mächte — документальный телецикл
- Orientierung — тележурнал о религии
- Aktuell nach fünf — ежедневный тележурнал
- Studio 2 — ежедневный тележурнал
- konkret — ежедневный тележурнал
- Sport aktuell — ежедневный спортивный тележурнал
- Die große Comedy Chance — кастинг-шоу
- Die große Chance — кастинг-шоу
- Österreichs schlechtester Autofahrer
- Newton — еженедельный тележурнал о науке
- Kasperltheater — детская телепередача
- Sport am Sonntag — спортивный тележурнал

Прочие программы
- Die Barbara Karlich Show — ток-шоу (производство Talk-TV по заказу ORF)
- Gute Nacht Österreich (производство Talk TV по заказу ORF)
- Österreich wählt (производство Gebhardt Productions по заказу ORF)
- Willkommen Österreich (производство Superfilm по заказу ORF)
- Silent Cooking (производство MMK Media по заказу ORF)
- Seitenblicke — ежедневный тележурнал (производство Interspot Film по заказу ORF)

Прочее
- До 1995 года перед фильмами и частью передач дикторами зачитывалось краткое содержание фильма и программы, а после окончания диктором ещё раз называлось название просмотренного фильма или передачи, режиссёр и главные актёры, после чего закадровым голосом зачитывалось напоминание о фильмах и некоторых передачах которое вскоре выйдут в эфир, перед новостями и прочими программами показывалась плашка с часами, названием передачи и временем выхода её в эфир, в этот же период в виде видеотекста перед окончанием передач показывалась программа передач на следующий день, после главного выпуска новостей — программа передач на вечер текущего дня но уже зачитываемая диктором с титрами в которых указывалось название передачи и время выхода в эфир
- В 1980-х — первой половине 1990-х после окончания передач по FS1 звучал Гимн Австрии
- До середины 1990-х после окончания передач по FS 1 и FS 2 показывалась настроечная таблица